# Werre
Die Werre (niederdeutsch de Weern) ist ein linker Nebenfluss der Weser im Nordosten des deutschen Bundeslandes Nordrhein-Westfalen.
Die Werre entspringt im westlichen Lipper Bergland bei Horn-Bad Meinberg und entwässert große Teile der Ravensberger Mulde zwischen Wiehengebirge und Teutoburger Wald. Bei Bad Oeynhausen mündet sie am Großen Weserbogen in die Weser. Größte Zuflüsse der Werre sind die Bega, die Aa und die Else.
Die ausschließlich in der Region Ostwestfalen-Lippe fließende Werre hat eine Länge von 71,9 km. Gemessen an ihrer Länge und Wasserführung ist die Werre nach der Diemel der zweitgrößte Zufluss der Oberweser.

## Name
Die Werre wurde erstmals urkundlich im Jahr 784 in den fränkischen Reichsannalen „ad locum … in quo Wisura et Waharna confluunt“ als Waharna im Kontext der Sachsenkriege Karls des Großen erwähnt. Im Jahr 785 ebenfalls „...ubi confluit Waharna“. Für das Jahr 868 erscheint das urkundliche Uuerna und im selben Jahrhundert beim Poeta Saxo ein Warnae. Im 13. Jahrhundert erscheint der Beleg Werna („in utroque flumine tam in Hartna quam Werna“); Ende des 14. Jahrhunderts, das heißt für das Jahr 1399 in mittelniederdeutscher Form bi der Werne, schließlich neuzeitlich für das Jahr 1721 die Wehrde, Were.
Die Ausgangsform für die heutige Namensform ist das altsächsische *Werina zu Warna. Etymologisch liegt vermutlich eine Suffixableitung -ina von germanisch *war- aus protogermanisch *uor-, ableitend zur indogermanischen Wurzel *h2uer- mit der Bedeutung für „feucht (sein)“ zurück. Bei der ältesten Belegform Waharna handelt es sich um ein Kopulativkompositum aus *Warnahardna, insbesondere für den Unterlauf mit der Einmündung der Aa in die Werre ab Herford. Neben dem heutigen Namen der Aa ist ein weiterer mittelalterlicher Name für das Gewässer als die Hartna belegt; folglich die Erklärung des Warna-hardna. Das Kompositum *Warnahardna wurde dann zu Waharna gekürzt. Nach dem Linguisten und Onomastiker Albrecht Greule handelt es sich bei kopulativen Zusammensetzungen um einen selten belegten Vorgang im Namenschatz der Gewässernamen.

## Allgemeines

### Lage

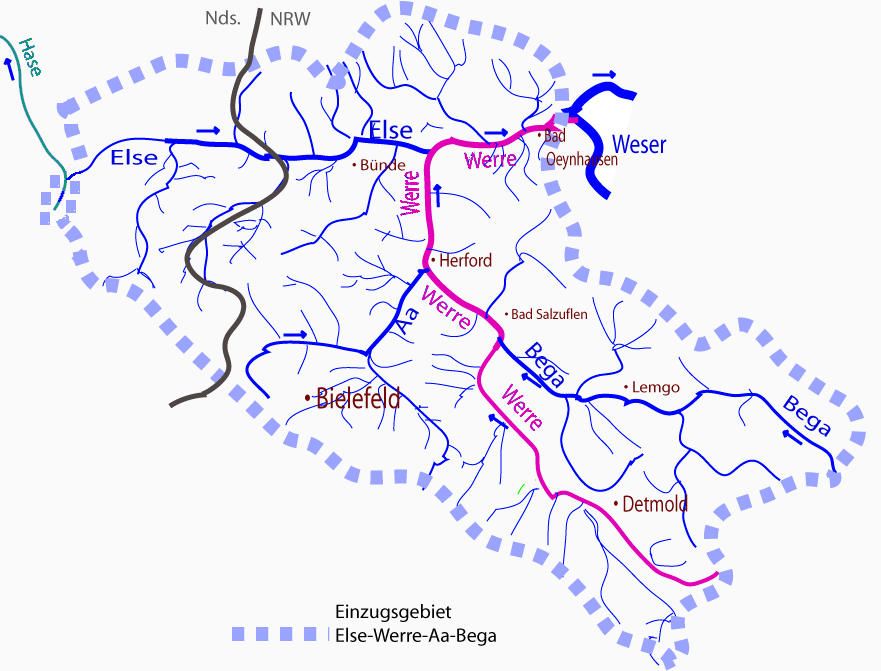
Einzugsbereich der Werre

Die Werre als linker Nebenfluss der Weser ist die Sammelader eines Flusssystems, das das Ravensberger Hügelland und das Lipper Bergland östlich des Teutoburger Waldes entwässert. Der Fluss entspringt bei Bad Meinberg am Osthang des Teutoburger Waldes und läuft parallel zu dessen Hauptkamm in nördliche Richtung. Dabei durchfließt er die Städte Detmold, Lage, Bad Salzuflen, Herford und Löhne. Hier dreht die Fließrichtung nach Osten bis zur Mündung in die Weser bei Bad Oeynhausen.
Die Bega durchfließt die Stadt Lemgo und mündet bei Bad Salzuflen von rechts in die Werre. Von links mündet bei Herford die Aa in die Werre, die unter anderem einen Teil Bielefelds entwässert. Weiter unterhalb mündet von links die Else im Westen von Löhne in die Werre.

### Grunddaten
Die Werre ist ein linker Nebenfluss der Weser und gehört damit zu den norddeutschen Flüssen nördlich der europäischen Hauptwasserscheide.
Nach der klassischen Flussordnung hat die Werre die Flussordnungszahl zwei. Die Gewässerkennzahl der Werre, die dem Flusssystem Weser zugeordnet ist, ist die Ziffer 46. Das Einzugsgebiet der Werre umfasst 1.335 km².
Die Werre hat bei einer Flussbreite von rund fünf bis 35 Metern eine Gesamtlänge von 71,9 km. Für die Flussschifffahrt ist dieser Fluss nicht mehr ausgebaut, laut der Europäischen Wasserrahmenrichtlinie befindet sich die Werre im Rückbau zu einem naturnahen Gewässer. Die mittlere Abflussmenge am Pegel Löhne in der Jahresreihe 1983/93 beträgt 18,3 m³/s. Die höchste dort je gemessene Abflussmenge betrug 335 m³/s, die niedrigste 1,64 m³/s und liegen damit ungefähr im gleichen Rahmen wie die vom Topographischen Informationsdienst heute angegebenen Werte. Aufgrund der Lage der Werre im Mittelgebirge wird der Fluss im Oberlauf als feinmaterialreicher, karbonatischer Mittelgebirgsbach (Typ 6), im Mittellauf als grobmaterialreicher, karbonatischer Mittelgebirgsbach (Typ 7) und im Unterlauf als karbonatischer, fein- bis grobmaterialreicher Mittelgebirgsfluss (Typ 9.1) vom Fließgewässertyp typisiert.

## Verlauf

### Obere Werre

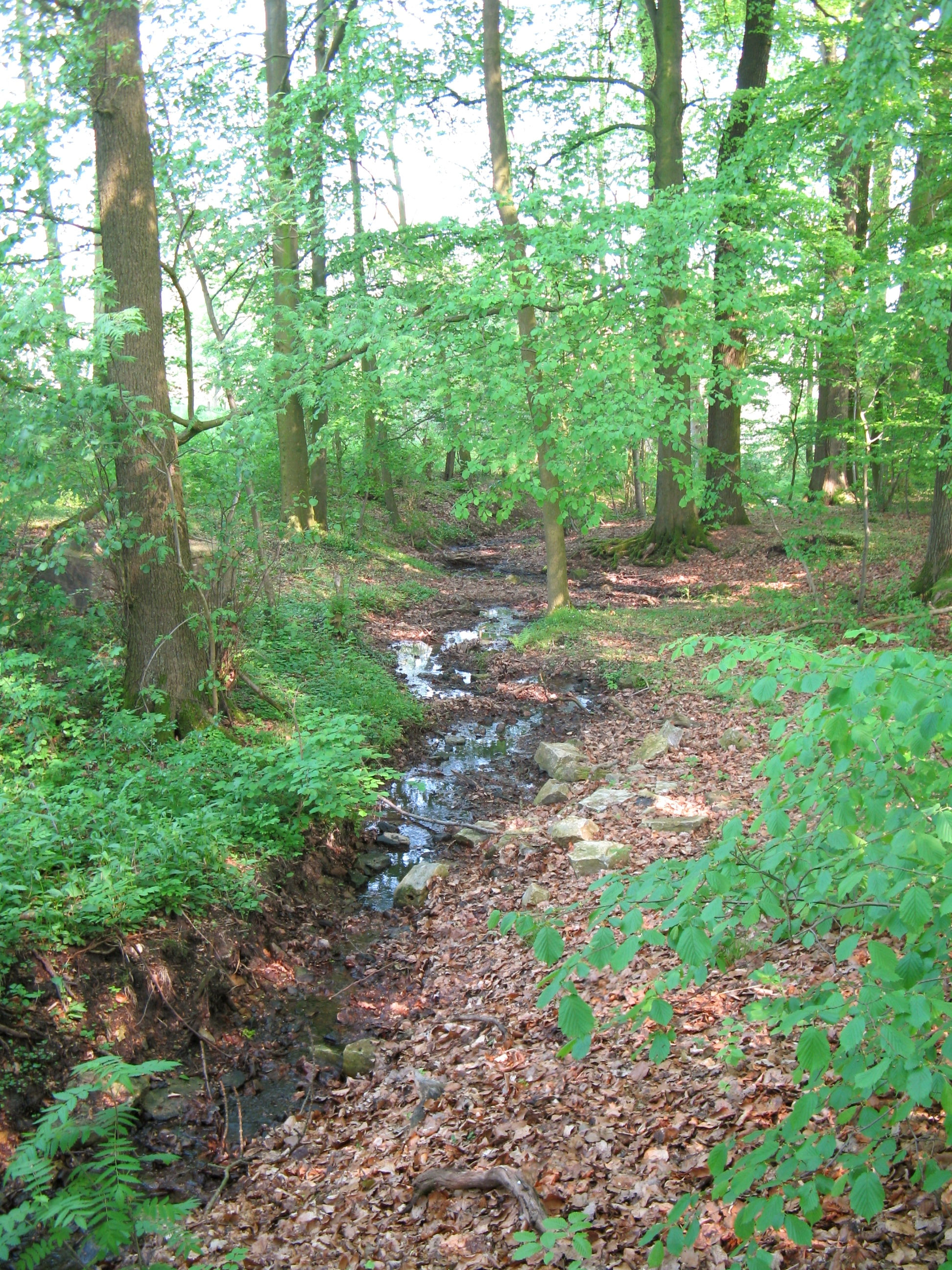
Die Quelle der Werre in Wehren

Als Obere Werre wird das langgestreckte, 606,142 km² große Einzugsgebiet der Werre von der Quelle bis zur Mündung der Aa etwa 7,4 km unterhalb der Begamündung bezeichnet.
Die Quelle der Werre befindet sich im Horn-Bad Meinberger Ortsteil Wehren im Lipper Bergland auf 245 m über Normalhöhennull (NHN). Es handelt sich nicht um eine gefasste Quelle, wie zum Beispiel die der Fulda, sondern vielmehr um den Zusammenfluss einiger kleiner Rinnsale, die fast unsichtbar in den Sumpfgebieten in unmittelbarer Nähe der Quelle entspringen.
Direkt an ihrer Quelle ist die Werre nicht einmal einen halben Meter breit, bereits einige Kilometer weiter, im Kurpark von Bad Meinberg, ist sie zu einem stattlichen Bach angewachsen.
Von ihrer Quelle aus fließt die Werre zunächst in Richtung Südwesten, wendet sich nach etwa 100 Metern dem Westen zu und durchfließt das Silvaticum, einen westlich des Bad Meinberger Stadtzentrums gelegenen 40 Hektar großen Landschaftspark. In ihm sind die Waldlandschaften aus 14 Regionen der Erde angelegt. Östlich des Silvaticums wird der Bach im Kurgebiet von Bad Meinberg seit den 1950er-Jahren zum Kurparksee aufgestaut. Nach diesem ersten Aufstau fließt die junge Werre in naturnahem Zustand mäandrierend weiter nordwestlich. Sie durchquert Wilberg, Schmedissen und Schönemark, erreicht Detmolder Stadtgebiet und passiert die Stadtteile Remmighausen und Spork-Eichholz, bevor sie die Innenstadt erreicht. Westlich davon mündet der Knochenbach, der Unterlauf der Wiembecke, in die Werre und verdoppelt damit die Wassermenge. Im weiteren Verlauf durchfließt die Werre die westlichen Stadtteile Detmolds sowie Lage und Pottenhausen, durchquert das zu Bad Salzuflen gehörende Holzhausen und berührt Leopoldshöhe im Osten. Danach wendet sich das Gewässer zunächst kurz in Richtung Norden nach Schötmar und erreicht Bad Salzuflen. Dort nimmt sie ihren größten Zufluss, die 43,9 km lange Bega auf. Aufgrund der Stauung durch drei Wehre fließt sie gemächlich durch Ahmsen und nach Unterquerung der Bundesautobahn 2 nach Herford, wo ihr die Aa zufließt.

### Untere Werre

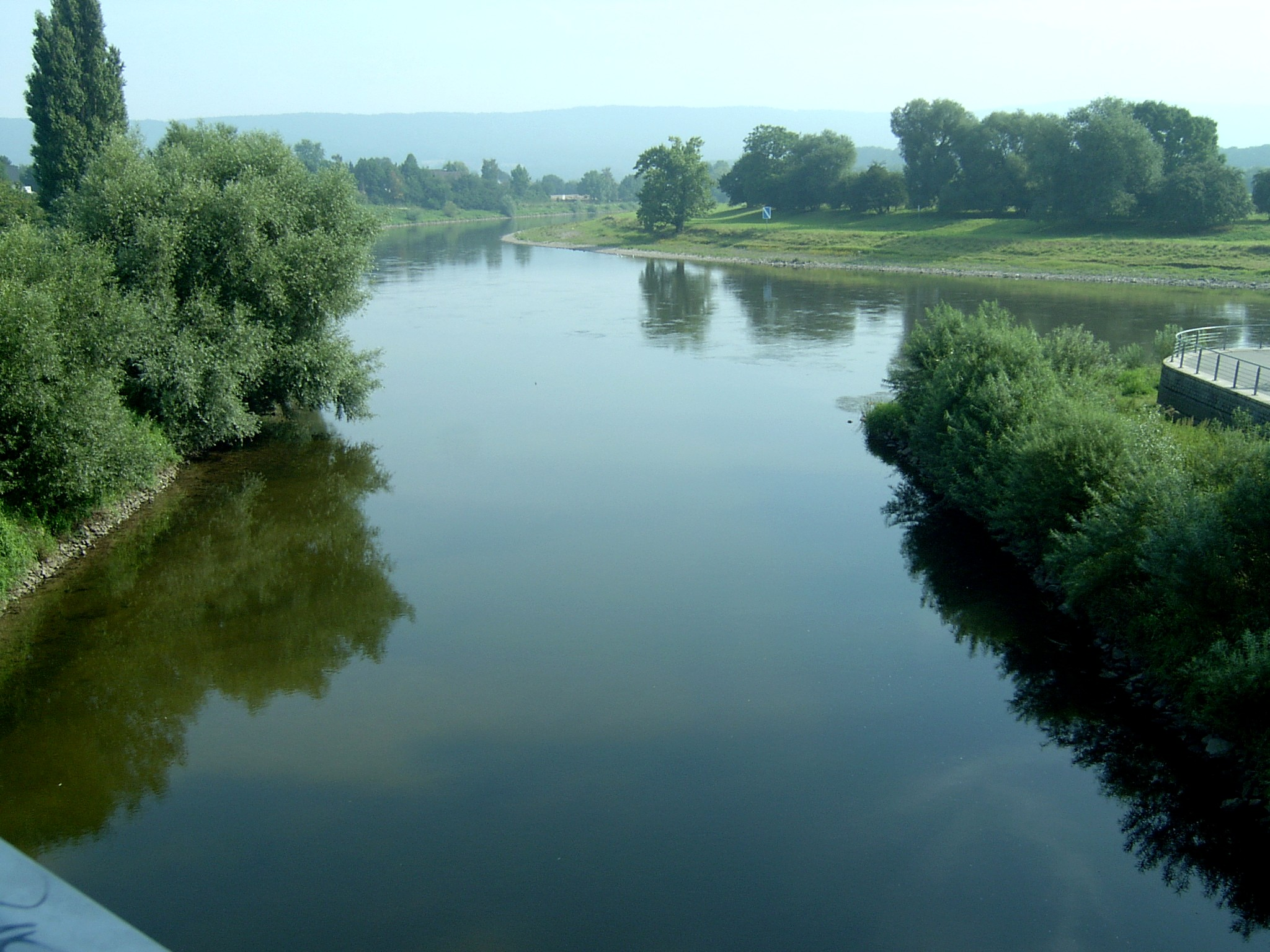
Mündung der Werre (vorne) in die Weser

In Herford, am Mündungsdelta der Aa, teilte sich die Werre ursprünglich in mehrere Arme, insbesondere die Bowerre und die Kleine Werre. Beide, Werre und Aa, wurden im Mittelalter als Stadtgraben in die Stadtbefestigung einbezogen und dabei zusätzlich geteilt; während Bowerre und Kleine Werre quer durch die Herforder Neustadt flossen, wurde die (kanalisierte) Werre außen herumgeleitet. Kleine Werre und Bowerre wurden nach dem Zweiten Weltkrieg zugeschüttet, so dass vom Bergertor bis zur Aa-Mündung heute nur noch der künstliche Werre-Kanal existiert. Hier ist die Ravensberger Mulde erreicht, wo sich der Fluss nach dem Zufluss der Aa nach Norden wendet und zunächst die Grenze zwischen Herford und Hiddenhausen bildet, flussabwärts zwischen Löhne und Kirchlengern.
Bei Kirchlengern mündet die Else in die Werre, die sich dort nach Osten wendet. Im unteren Werretal fließt sie gemächlich durch Löhne und erreicht Bad Oeynhausen. Sie ist dort durchschnittlich 25 Meter breit und verläuft in einem weiten Tal. Sie ist ein Element im Sielpark, der in die Landesgartenschau Bad Oeynhausen/Löhne 2000 einbezogen wurde.
Zwischen Herford und Bad Oeynhausen quert die Bundesautobahn 30 die Werre dreimal: Die erste Querung befindet sich westlich, die zweite nördlich von Löhne und die dritte östlich von Obernbeck. Die Autobahn wird im Zuge der Nordumgehung von Bad Oeynhausen auf zwei neuen Brücken über die Werre geführt. Die Bahnstrecke Hamm–Minden verläuft einige Kilometer parallel zur Werre und kreuzt diese zwischen Schweicheln-Bermbeck und Löhne.
Das Einzugsgebiet der unteren Werre hat eine Größe von 879,256 km². In Bad Oeynhausen-Rehme mündet die Werre bei Weser-Kilometer 190 in die Weser. Die Mündungshöhe beträgt 42 m ü. NN.

### Nebenflüsse
Längster Nebenfluss der Werre ist die Bega. An der Mündung in die Werre ist sie mit 43,9 km länger als die Werre mit bis dahin 41,6 km zurückgelegter Flussstrecke. Deutlich größer ist das Einzugsgebiet der Bega mit 376,727 km² gegenüber dem der Werre mit 202,935 km² oberhalb der Mündung. Nach dem Einzugsgebiet ist die Else mit 415,518 km² der wichtigste Nebenfluss.
Nachstehend werden die Nebenflüsse der Werre in der Reihenfolge von der Quelle zur Mündung genannt. Genannt werden die orografische Lage, die Mündungsposition mit Angabe des Stationierungskilometers, die Länge, die Größe des Einzugsgebietes, die Mündungshöhe und die Gewässerkennzahl (Anmerkung: Für die bessere Sortierbarkeit wurde ein Leerzeichen eingefügt).
| Name                                | Seite  | Stat. (km) | Länge (km) | EZG (km²) | Mündungs- höhe (m ü. NHN) | GKZ     |
| ----------------------------------- | ------ | ---------- | ---------- | --------- | ------------------------- | ------- |
| N.N.                                | rechts | 69,8       | 1,7        |           | 214                       | 46-1112 |
| Strangbach                          | rechts | 62,7       | 3,6        | 5,487     | 152                       | 46-112  |
| Wörbke                              | rechts | 62,0       | 4,0        | 4,771     | 147                       | 46-114  |
| Gildebach                           | rechts | 59,5       | 1,1        |           | 139                       | 46-1152 |
| Rötkersiekbach                      | rechts | 59,1       | 1,0        |           | 138                       | 46-1154 |
| Dolzerbach                          | links  | 58,5       | 1,5        |           | 135                       | 46-116  |
| Kleine Werre                        | rechts | 57,4       | 2,3        |           | 134                       | 46-1192 |
| Berlebecke (Unterlauf: Knochenbach) | links  | 54,6       | 18,2       | 47,121    | 119                       | 46-12   |
| Heidenbach                          | links  | 53,4       | 6,6        | 8,752     | 118                       | 46-132  |
| Katzenbach                          | links  | 50,8       | 1,7        |           | 110                       | 46-1392 |
| Hasselbach                          | links  | 50,1       | 6,5        | 9,311     | 110                       | 46-14   |
| Bollerbach                          | links  | 49,3       | 2,4        |           | 108                       | 46-153  |
| Rethlager Bach                      | links  | 48,2       | 5,4        | 14,794    | 106                       | 46-16   |
| Rothenbach                          | links  | 47,9       | 3,9        | 3,458     | 105                       | 46-172  |
| Haferbach                           | links  | 40,1       | 9,8        | 27,796    | 088                       | 46-18   |
| Bentgraben                          | links  | 36,4       | 4,2        | 6,831     | 081                       | 46-192  |
| Siekbach                            | links  | 35,5       | 4,6        | 3,444     | 079                       | 46-196  |
| Bexter                              | links  | 33,9       | 5,2        | 8,455     | 076                       | 46-198  |
| Bega                                | rechts | 30,3       | 43,9       | 376,727   | 070                       | 46-2    |
| Knipkenbach                         | links  | 29,1       | 4,3        | 6,744     | 069                       | 46-32   |
| Siekbach                            | links  | 28,3       | 1,3        |           | 069                       | 46-392  |
| Steinsieksbach                      | rechts | 26,0       | 3,4        |           | 067                       | 46-396  |
| Ellersieker Bach                    | rechts | 25,1       | 2,8        |           | 067                       | 46-398  |
| Aa                                  | links  | 22,7       | 26,1       | 255,191   | 062                       | 46-4    |
| Butterbach                          | rechts | 22,3       | 4,3        |           | 059                       | 46-512  |
| Uhlenbach                           | rechts | 21,9       | 4,5        |           | 059                       | 46-514  |
| Düsedieksbach                       | links  | 21,0       | 4,8        | 12,384    | 057                       | 46-52   |
| Bramschebach                        | rechts | 17,0       | 5,9        | 13,308    | 056                       | 46-54   |
| N.N.                                | links  | 14,8       | 1,4        |           | 055                       | 46-592  |
| Else                                | links  | 12,7       | 31,5       | 415,518   | 053                       | 46-6    |
| Löhner Schulbach                    | rechts | 11,5       | 3,4        |           | 051                       | 46-72   |
| Mühlenbach                          | rechts | 9,0        | 2,3        |           | 050                       | 46-74   |
| Rehmerloh-Mennighüffer Mühlenbach   | links  | 8,4        | 16,4       | 70,895    | 050                       | 46-8    |
| Börstelbach                         | links  | 7,5        | 1,2        |           | 049                       | 46-9112 |
| Haubach                             | rechts | 7,3        | 2,7        |           | 049                       | 46-912  |
| Ostscheider Bach                    | links  | 6,8        | 5,4        |           | 049                       | 46-914  |
| Sudbach                             | rechts | 6,3        | 3,7        | 4,270     | 049                       | 46-92   |
| N.N.                                | links  | 4,8        | 2,8        | 1,550     | 048                       | 46-932  |
| Mittelbach                          | rechts | 4,8        | 8,2        | 13,666    | 048                       | 46-94   |
| Kaarbach                            | links  | 4,0        | 10,8       |           | 047                       | 46-992  |
| Hambkebach                          | rechts | 2,5        | 2,9        |           | 046                       | 46-994  |

## Geschichte

### Gewässergeschichte

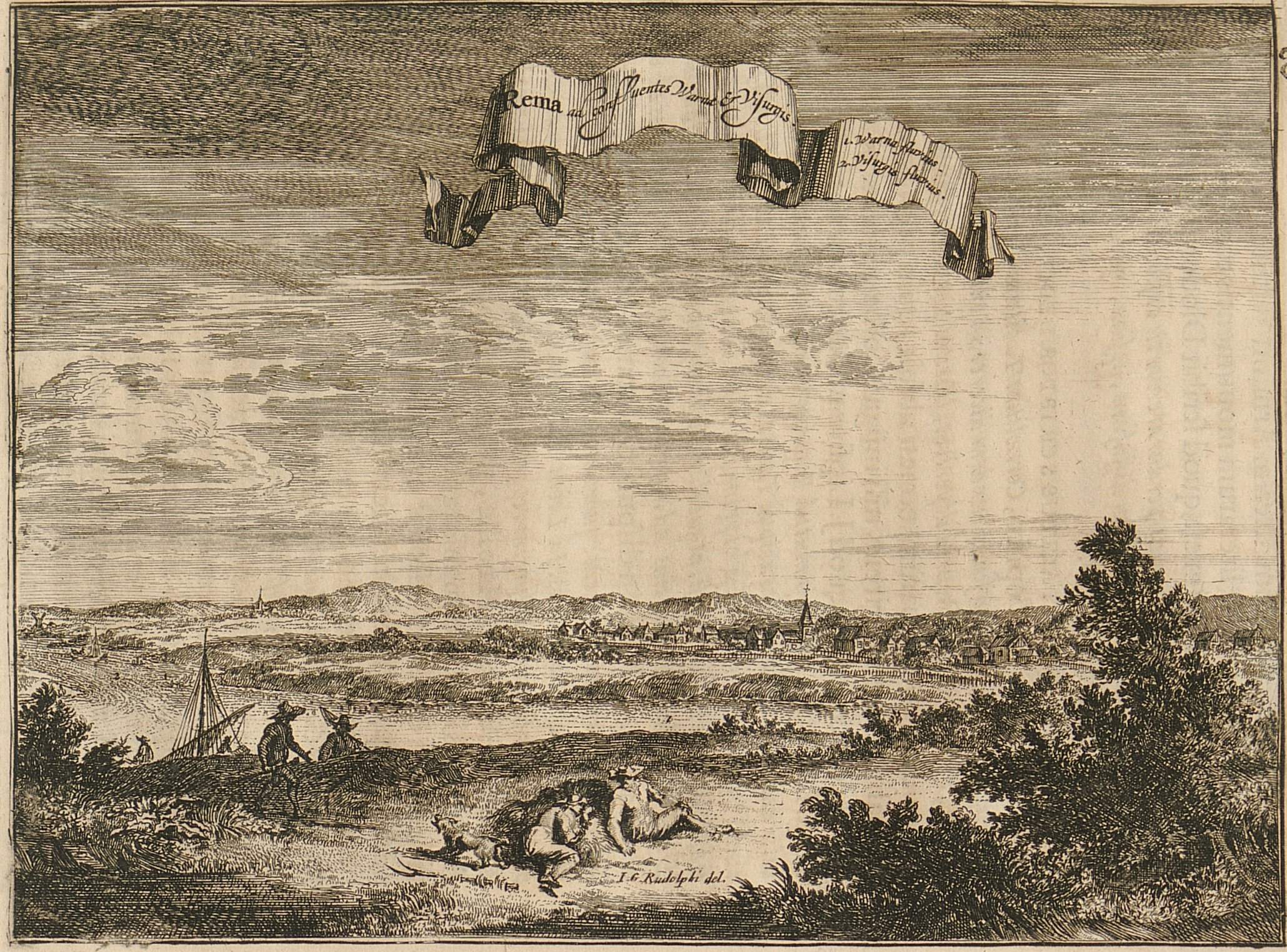
Zusammenfluss von Weser und Werre in einem Stich aus dem 17. Jahrhundert

Die Mündung der Werre in die Weser befand sich nicht immer an der heutigen Stelle. Bis zur Mitte der Elstereiszeit floss die Weser oberhalb von Hameln an Süntel und Deister durch die Deisterpforte nach Norden. Die Ur-Werre floss durch die Porta Westfalica, bog nördlich des Wiehengebirges nach Westen ab und floss in Richtung Nordwesten oder Westen der Nordsee zu.
Später floss die Weser im heutigen Wesertal und weiter im ursprünglichen Werre-Urtal bis zur Porta Westfalica. Sie übernahm nördlich der Porta zunächst die alte Fließrichtung des Flusses gen Westen, bis sie nach dem Schmelzen der Eismassen zum Ende der Eiszeiten den Weg nach Norden fand.

### Siedlungs- und Staatengeschichte
Seit der älteren Eisenzeit und der römischen Kaiserzeit wurde das Einzugsgebiet der Werre von Germanen kontinuierlich besiedelt. In der Völkerwanderungszeit und im Frühmittelalter dehnte sich die Siedlung der Sachsen in die Region aus und zu dessen Teilgebiet Engern (siehe Angrivarier) sie fortan gehörte als Teil des Stammesherzogtum Sachsen.
In der fränkischen Expansion durch Karl der Große und dessen Nachfolgern wurde die Region christianisiert, lange gehörte es zum Bistum Minden und der Kölnischen Kirchenprovinz, nach dessen Auflösung zum Bistum Paderborn. Im Zuge der Reformation wurden die Bewohner überwiegende evangelisch. In den Napoleonischen Kriegen wurde das Tal der Werre französisch erobert. Der Fluss markierte zwischen 1811 und 1815 die Grenze zwischen Frankreich (nordwestlich der Aa) und dem Königreich Westphalen.
1815 wurde es wieder preußisch und in den Regierungsbezirk Minden eingegliedert, der nach dem Zweiten Weltkrieg zum Regierungsbezirk Detmold umgeformt wurde; die Werre untersteht wasserrechtlich der oberen Wasserbehörde der Regierung in Detmold.
In dem Gebiet der Bega und der Werre siedeln heute rund 390.000 Einwohner. Dies führt bei heutigen Wohn- und Siedlungsformen auch zu einer hohen Landschaftsversiegelung. Dadurch kommt es bei starkem Niederschlag zu schnellen Abflüssen in den Oberläufen der Gewässer.

## Hydrologie

### Einzugsgebiet

Das Einzugsgebiet der Werre mit Bega, Aa und Else

Das Einzugsgebiet der Werre erstreckt sich über das westliche Lipper Bergland und annähernd die ganze Ravensberger Mulde zwischen den Ostflügeln von Wiehengebirge und Teutoburger Wald. Die Gesamtfläche des lebhaft geprägten Einzugsgebiets beträgt 1485,4 km². 1289,0 km davon entfallen auf Nordrhein-Westfalen und 191,0 km auf Niedersachsen.
Die Niederschläge im Einzugsgebiet betragen durchschnittlich 800 Millimeter im Jahr. Dabei steigt die Jahresniederschlagssumme von Nord nach Süd an und beträgt im nördlichen Einzugsgebiet südlich des Wiehengebirges 700-800, im zentralen Teil 800-900 und im Süden des Einzugsgebiets 900-1000 Millimeter. Spitzenwerte von bis zu 1200 Millimeter im Jahr werden auf dem Kamm des Teutoburger Waldes gemessen (Veldrom). Bei 59,2 % der Fläche des Einzugsgebiets der Werre handelt es sich um landwirtschaftlich genutzte Fläche, 15,6 % sind von Wald bedeckt. Der Anteil an Freiflächen beträgt 19,0 % und der Anteil versiegelter Flächen 6,2 %. Die mittlere Bevölkerungsdichte im Werreeinzugsgebiet liegt bei 460 Einwohnern pro Quadratkilometer.
Weite Teile des Einzugsgebiets sind von Löss bedeckt, der von den Gewässern ins Tal transportiert wird. Das Sohlsubstrat besteht aus Gebirgsmaterial wie Sandstein, Keuper und Kalkstein. Vor allem die Aa und die Else liefern in größeren Mengen Sand, der sich nach Hochwassern auf den Uferböschungen ablagert und auf den Vorländern deutlich sichtbar ist.

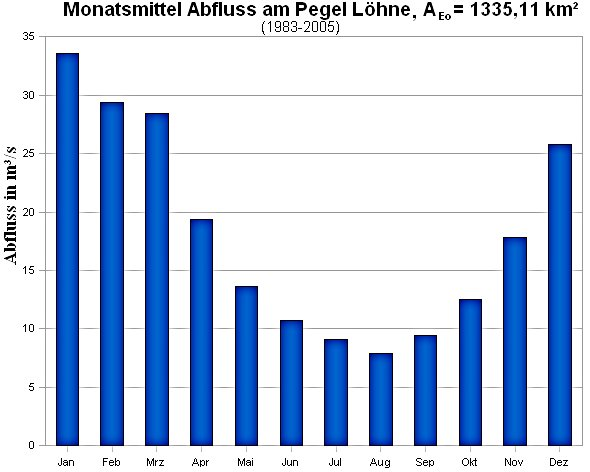
Monatsmittel des Abflusses der Werre am Pegel Löhne (1982–2005)

Über die Bifurkation der Else aus der Hase ist das Einzugsgebiet der Werre mit dem Einzugsgebiet der oberen Hase verbunden. Meist wird dieses nicht zum Einzugsgebiet der Werre, sondern zu dem der Hase gerechnet. Außerdem besteht über die Bielefelder Lutter eine Verbindung zum Einzugsgebiet der Ems. Sie wurde im Jahr 1452 von der Gütersloher Lutter kurz hinter der Quelle (dem Lutterkolk) abgegraben und teilweise nach Nordosten umgeleitet. Über die Else erstreckt sich das Einzugsgebiet der Werre im Westen nach Niedersachsen.
Der Teutoburger Wald, der das Werreeinzugsgebiet im Westen und Süden begrenzt, stellt eine Wasserscheide dar. Im Westen des Einzugsgebietes der Werre bildet er einen Abschnitt der Weser-Ems-Wasserscheide und im äußersten Süden des Werreeinzugsgebietes einen Abschnitt der Rhein-Weser-Wasserscheide. Der Grenzpunkt dieser Wasserscheiden ist mit dem Dreiflussstein markiert. Am Nordhang des Teutoburger Waldes entspringende Bäche wie der Hasselbach oder die Wiembecke sind direkte oder indirekte Zuflüsse der Werre, die in die Weser mündet. Hingegen münden die Hessel oder die Strothe, die ihren Ursprung am Südhang oder im Vorland (Senne) des Teutoburger Waldes haben, in die Ems oder über die Lippe in den Rhein.

### Wasserführung
Der Abfluss am Pegel Löhne, dem letzten Pegel vor der Mündung in die Weser und damit unter Berücksichtigung von 89,9 % der Wasserführung des Einzugsgebietes, beträgt bei Niedrigwasser (MNQ) 4,32 m³/s, bei mittlerem Wasserstand (MQ) 18,1 m³/s und bei Hochwasser (HQ) 191 m³/s.
Der höchste je gemessene Abfluss wurde am Pegel Herford im Jahre 1960 mit 246 m³/s und am Pegel Löhne im Jahre 1986 mit 340 m³/s registriert. Die geringste Wassermenge am Pegel Herford führte die Werre mit 1,21 m³/s am 11. Oktober 1959 und mit 2,15 m³/s am Pegel Löhne am 6. August 1996.
Die höchsten Abflüsse werden grundsätzlich in den Wintermonaten verzeichnet. Niedrigwasser herrscht in den Sommermonaten.
Die mittlere Fließgeschwindigkeit beträgt in etwa 0,3 m/s.
Das Wasser braucht von der Quelle in Horn-Bad Meinberg/Wehren bis zur Mündung in Bad Oeynhausen ungefähr 57 Stunden, also 2 Tage und 9 Stunden.

## Gewässergüte

### Wasserqualität

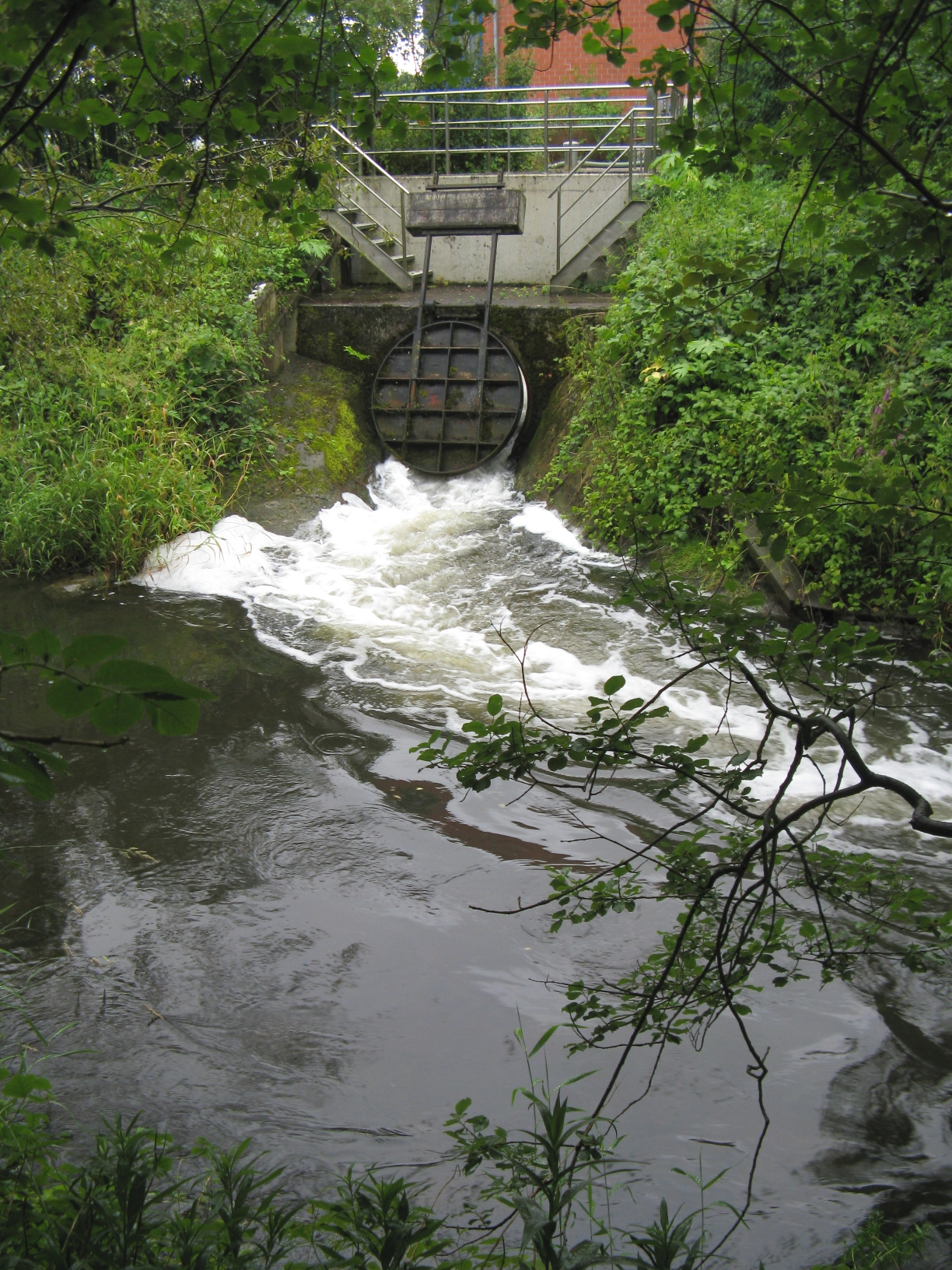
Die Werre als Vorfluter des Zentralklärwerks der Stadt Lage. Zum Aufnahmezeitpunkt ist die Einleitungsmenge aufgrund stärkerer Regenfälle erhöht.

Um 1900 war die Werre noch ein biologisch intakter, sauberer und fischreicher Fluss. Erst mit der einsetzenden Industrialisierung zum Ende des 19. beziehungsweise zu Beginn des 20. Jahrhunderts und der damit verbundenen starken Zunahme von Bevölkerung, Siedlungsflächen und Infrastruktur begann eine Belastung der Werre durch Abwässer aus Industrie, Gewerbe, Landwirtschaft und privaten Haushalten. Eine weitere Zunahme der Verschmutzung der Werre begann nach 1945, da nach dem Zweiten Weltkriege ein Bevölkerungswachstum einsetzte und so mehr Abwasser aus den Haushalten aufgrund fehlender Kläranlagen in den Fluss gelangte. Außerdem stieg die der Werre zugeführte Abwassermenge aus den Betrieben, weil im Zuge der Schaffung von Arbeitsplätzen neue Betriebe mit mangelnder Klärtechnik errichtet oder bestehende erweitert wurden. Viele Jahre glich die Werre einem Abwasserkanal. 1969/1970 war die Werre so verschmutzt, dass die meisten Abschnitte den Gewässergüteklassen III (stark verschmutzt) und III-IV (sehr stark verschmutzt) zugeordnet wurden. In einigen Abschnitten, vor allem unterhalb von Herford, war die Werre so stark verschmutzt, dass sie mit Gewässergüteklasse IV (übermäßig stark verschmutzt) beurteilt wurde. Zwar hatten erste Städte und Gemeinden entlang der Werre bereits in den 1950er-Jahren begonnen, mechanische Kläranlagen zu bauen, aber eine merkbare Besserung der desolaten Gütesituation trat nicht ein. Dies änderte sich erst allmählich ab den 1970er-Jahren, als sich ein Umdenken bei Gemeinden und Städten bemerkbar machte und stärker in Anlagen zur Abwasserreinigung investiert wurde. Die Gütesituation wurde deutlich verbessert, dennoch ist die Werre noch zahlreichen Belastungen ausgesetzt:
Sie ist bereits wenige 100 Meter nach dem Quellgebiet einer Belastung durch Abwässer aus Haushalten und Landwirtschaft unterworfen und muss mit Gewässergüteklasse II-III bewertet werden. Im weiteren Verlauf verbessert sich die Gewässergütesituation der Werre jedoch wieder, sodass der Werreabschnitt von Horn-Bad Meinberg bis Detmold der Gewässergüteklasse II (mäßig verschmutzt) zugerechnet werden kann. In der Ortspassage Detmolds bis zur Einmündung des Knochenbaches am westlichen Stadtrand weist die Werre einen höheren Verschmutzungsgrad auf und wird mit Gewässergüteklasse II-III bewertet. Mit Einmündung des Knochenbaches, der im Unterlauf ebenfalls der Gewässergüteklasse II zugeordnet wird, bessert sich die Gütesituation erneut auf Gewässergüteklasse II. Zwischen der Einmündung des Bentgrabens und des Bexterbaches weist die Werre lokal eine verschlechterte Gewässergüte auf und ist kritisch belastet (Gewässergüteklasse II-III). Nach einer lokalen Güteverbesserung auf Gewässergüteklasse II muss die Ortspassage Schötmars, Bad Salzuflens sowie Ahmsens erneut mit Gewässergüteklasse II-III beurteilt werden.
Insgesamt kann die Obere Werre der Gewässergüteklasse II zugeordnet werden. Fließgewässer der Gewässergüteklasse II sind laut LAWA Gewässerabschnitte mit mäßiger Verunreinigung und guter Sauerstoffversorgung. Sie zeichnen sich durch eine sehr große Artenvielfalt und Individuendichte von Algen, Schnecken, Kleinkrebsen und Insektenlarven aus. Wasserpflanzenbestände können größere Flächen bedecken. Außerdem sind der Gewässergüteklasse II zugehörige Gewässer artenreiche Fischgewässer.
Ab Herford wird die Werre als kritisch belastet eingestuft und behält diese Gewässergüteklasse bis zur Einmündung in die Weser unterhalb von Bad Oeynhausen.
Die Belastung der Werre resultiert aus ihren Zuflüssen und diffusen Belastungen aus Mischabwasser und Oberflächenabwasserkanälen sowie aus Stoffeinträgen aus der Landwirtschaft wie Nitrate (Düngemittel) und Pestiziden. Zudem wird die Werre im gesamten Verlauf durch eine industrielle und neun kommunale Kläranlagen belastet. Neben der Kläranlage Horn-Bad Meinberg leiten die Kläranlagen Detmold, Lage, Leopoldshöhe/Heipke, Bad Salzuflen, Herford, Hiddenhausen-Schweicheln-Bermbeck, Löhne und Bad Oeynhausen sowie die Zuckerfabrik in Lage ihre Abwässer in die Werre ein. Hinzu kommen die Einleitungen von 19 kommunalen Kläranlagen in die Zuflüsse der Werre und die damit ebenfalls die Werre belasten. Dementsprechend macht in niederschlagsarmen Zeiten geklärtes Abwasser aus den kommunalen Kläranlagen einen großen Teil der abfließenden Wassermenge der Werre aus, was sich in einer verschlechterten Gewässergüte widerspiegelt. Darüber hinaus gibt es zahlreiche direkteinleitende Betriebe im Werreeinzugsgebiet, die Abwässer wie Kühlwasser des Kraftwerks Kirchlengern, Produktionsabwasser oder Niederschlagswasser je nach Verschmutzungsgrad behandelt oder unbehandelt direkt in die Fließgewässer abgeben. Ferner weist die Werre nach der Einmündung der Bega in Bad Salzuflen eine hohe Chlorid-Belastung auf, die sich aus der Einleitung von überwiegend ungenutzt abfließender Sole aus dem Staatsbad Salzuflen über die Salze und die Bega ergibt.
Ein weiterer Belastungsfaktor ist die Konzentration von Industrie, Gewerbe und Wohnbebauung im Werreeinzugsgebiet.

### Gewässerstrukturgüte
Die Gewässerstrukturgüte gibt Auskunft über die ökologische Qualität der Gewässerstrukturen und die durch diese angezeigten dynamischen Prozesse. Danach werden Fließgewässer in eine siebenstufige Skala (1= unverändert, 7= vollständig verändert) eingeordnet.
Die natürliche Gewässerstruktur der Werre wurde durch die genannten Korrektionsmaßnahmen und wasserbaulichen Eingriffe weitgehend geschädigt und die Physiognomie des Flusses grundlegend verändert.
Lediglich einige Abschnitte der Oberen Werre sind in naturnahem Zustand verblieben. Dazu zählt vor allem der Gewässerabschnitt unterhalb von Bad Meinberg. Dort konnte ein einziges Mal die Strukturgüteklasse II vergeben werden. Eine weitere nur gering durch Baumaßnahmen veränderte Strecke befindet sich zwischen Detmold bei der Einmündung des Heidenbaches und der Stadtgrenze von Lage. Dieser Abschnitt erhielt die Strukturgüteklasse 3 bis 4 (mäßig bzw. deutlich verändert). Das Gleiche gilt für den etwa 13 Kilometer langen Werre-Abschnitt zwischen Lage und Schötmar, der ebenfalls abwechselnd mit den Strukturgüteklassen 3 und 4 bewertet wird. Im weiteren Verlauf ist die Werre deutlich stärker verändert. Von der Einmündung der Bega bis zur Einmündung der Werre in die Weser ist sie sehr stark oder vollständig verändert (Strukturgüteklasse 6 und 7). Eine Ausnahme bildet der rund vier Kilometer lange mittlere Abschnitt der Gewässerstrecke zwischen Herford und der Else-Mündung. Dort ist die Gewässerstruktur deutlich bis stark geschädigt. Vor allem in den Ortspassagen wurde sie stark verändert. Die Ortspassagen von Horn-Bad Meinberg und Detmold gehören zur Strukturgüteklasse 5 (Stadtrand) und 7 (Stadtmitte). Innerhalb der Lagenser Kernstadt ist die Gewässerstruktur etwas weniger verändert als in den Ortspassagen der anderen Städte an der Oberen Werre. Sie wird als stark verändert betrachtet. Hinzu kommt die große Anzahl von 52 Querbauwerken. Das bedeutet, dass sich pro Werre-Kilometer durchschnittlich 0,7 Querbauwerke befinden oder alle 1,4 Kilometer sich ein Querbauwerk befindet. Querbauwerke sind für ein intaktes Ökosystem Fluss schädlich, da sie, sofern kein Fischpass vorhanden ist, ein Hindernis für die Tierwanderung, vor allem der Fische, darstellen.
In den letzten Jahren hat sich im Zusammenhang mit der Europäischen Wasserrahmenrichtlinie (WRRL) ein Umdenken im Umwelt- und Fließgewässerschutz bemerkbar gemacht. Das Ziel der Richtlinie ist, die Fließgewässer in einen guten ökologischen Zustand zu versetzen, damit die Gewässerstruktur aufgewertet wird. Sowohl an den zahlreichen kleinen Zuflüssen als auch unmittelbar an der Werre wurden bereits Maßnahmen zur Verbesserung der Gewässerstrukturen durchgeführt. In Detmold unterhalb der Einmündung des Knochenbaches wurden zum Beispiel Renaturierungsmaßnahmen ergriffen.
Für den Bereich der Werre gibt es den „Gewässerentwicklungsplan Weser Werre Else“, der das Ziel der Wasserrahmenrichtlinie, die einen „guten ökologischen Zustand“ unserer Gewässer bis zum Jahr 2015 vorschreibt, mit vielen Akteuren umsetzt.

## Ausbau und Korrektur
Ähnlich wie an vielen anderen Flüssen in Deutschland wurden auch an der Werre wasserbauliche Maßnahmen mit der Absicht durchgeführt, die landwirtschaftliche Produktion zu erhöhen, Siedlungsraum zu schaffen, diesen vor Hochwasser zu schützen und die Wasserkraft des Flusses nutzbar zu machen.
Die Werre wurde in nahezu allen Ortspassagen ausgebaut. In Detmold reicht die Bebauung unmittelbar bis an die Werre heran, die dort von einem Rechteckprofil mit Betonwänden an den Ufern gesäumt wird und in einer Sohle aus Wasserbausteinen verläuft. Ähnliches gilt für die Innenstadt Bad Meinbergs, da dort die Bebauung unmittelbar an den Fluss heranreicht. Die Beeinflussung der Struktur und die Veränderung des Profils der Werre ist eine Folge der Entwicklung und des damit verbundenen Flächenwachstums der Städte.
Die Ortspassage in Lage ist auf ganzer Länge ausgebaut, was mit der Siedlungsentwicklung und Wasserkraftnutzung am Wehr Lage einherging. 1952 wurde ein Umflutgraben am Schul- und Sportzentrum Werreanger fertiggestellt, der bei Hochwasser das eigentliche Flussbett deutlich entlastet. Außerhalb der Ortspassage, westlich und östlich der Lagenser Kernstadt, wurde die Werre verlegt und ausgebaut. Dies stand im Zusammenhang mit der Sand- und Kiesgewinnung, die eine partielle Verlegung der Werre erforderten. Die Lagenser Ausbaustrecke hat eine Länge von sieben Kilometern. Ab Alt-Holzhausen wurde die Gewässerstruktur auf dem gesamten Kommunalgebiet Bad Salzuflens verändert. Das Gewässer wurde aus Gründen des Hochwasserschutzes und der Wasserkraftnutzung sowie aus landeskulturellen Gründen ausgebaut und partiell verlegt.
Während an der Oberen Werre nur teilweise wasserbauliche Maßnahmen durchgeführt wurden, wurde nahezu die gesamte Untere Werre verändert.
Ab Herford beginnt der Lauf der Unteren Werre, der auf der Fließstrecke zwischen Herford und Hiddenhausen ausgebaut wurde, um eine bessere landwirtschaftliche Nutzung des Talraums zu ermöglichen. So wurden vorhandene Mäander durchstochen und dadurch eine Laufverkürzung erzielt. Auch im weiteren Verlauf bis zur Einmündung in die Weser ist die Werre reguliert und ausgebaut. Das Stadtgebiet von Löhne weist jüngere und ältere Ausbaustrecken der Werre auf. Eine Besonderheit des alten Ausbaus vom Ende des 19. Jahrhunderts, der der Werre zu ihrem bis heute unveränderten Erscheinungsbild verhalf, bildet die Randbedeichung zwischen Löhne und dem Sielwehr in Bad Oeynhausen. Die neue Ausbaustrecke, die flussaufwärts am Wehr Kissler bei Oberbehme endet, entstand 1982 im Zuge der Anlegung des Hochwasserrückhaltebeckens Löhne.
Der am stärksten ausgebaute Gewässerabschnitt ist der 5,7 Kilometer lange Gewässerabschnitt unterhalb des Sielwehres bis zur Mündung in die Weser. Dort wurden aus Gründen des Hochwasserschutzes von Bad Oeynhausen und Löhne zahlreiche wasserbauliche Maßnahmen durchgeführt. Ursprünglich prägten zahlreiche, zum Teil gegenläufige Mäander das Bild der Werre, die im Zuge dieser Maßnahmen durchstochen wurden. Mit der so entstandenen Laufverkürzung ging eine Erhöhung des Sohlgefälles und damit eine Erhöhung der Fließgeschwindigkeit einher, die durch Grundschwellen kompensiert werden sollte. Der Ausbau im Bad Oeynhauser Stadtgebiet geschah in den 1970er-Jahren. Zeugnis des ehemaligen Verlaufes ist ein Altarm der Werre nördlich des Sielparkes in Bad Oeynhausen. Heute verläuft der Kaarbach auf 300 Metern durch den westlichen Teil des Altarmes und damit im ursprünglichen Bett der Werre. Bereits um 1900 wurde eine nicht durchgängige Deichlinie beidseitig der Werre zwischen Löhne und Bad Oeynhausen – vermutlich als Reaktion auf das Novemberhochwasser 1897 – errichtet.
Ähnliche Eingriffe und Maßnahmen wurden an den großen Werrezuflüssen Bega, Aa und Else durchgeführt.

### Werrebegradigung zwischen Salzuflen und Herford

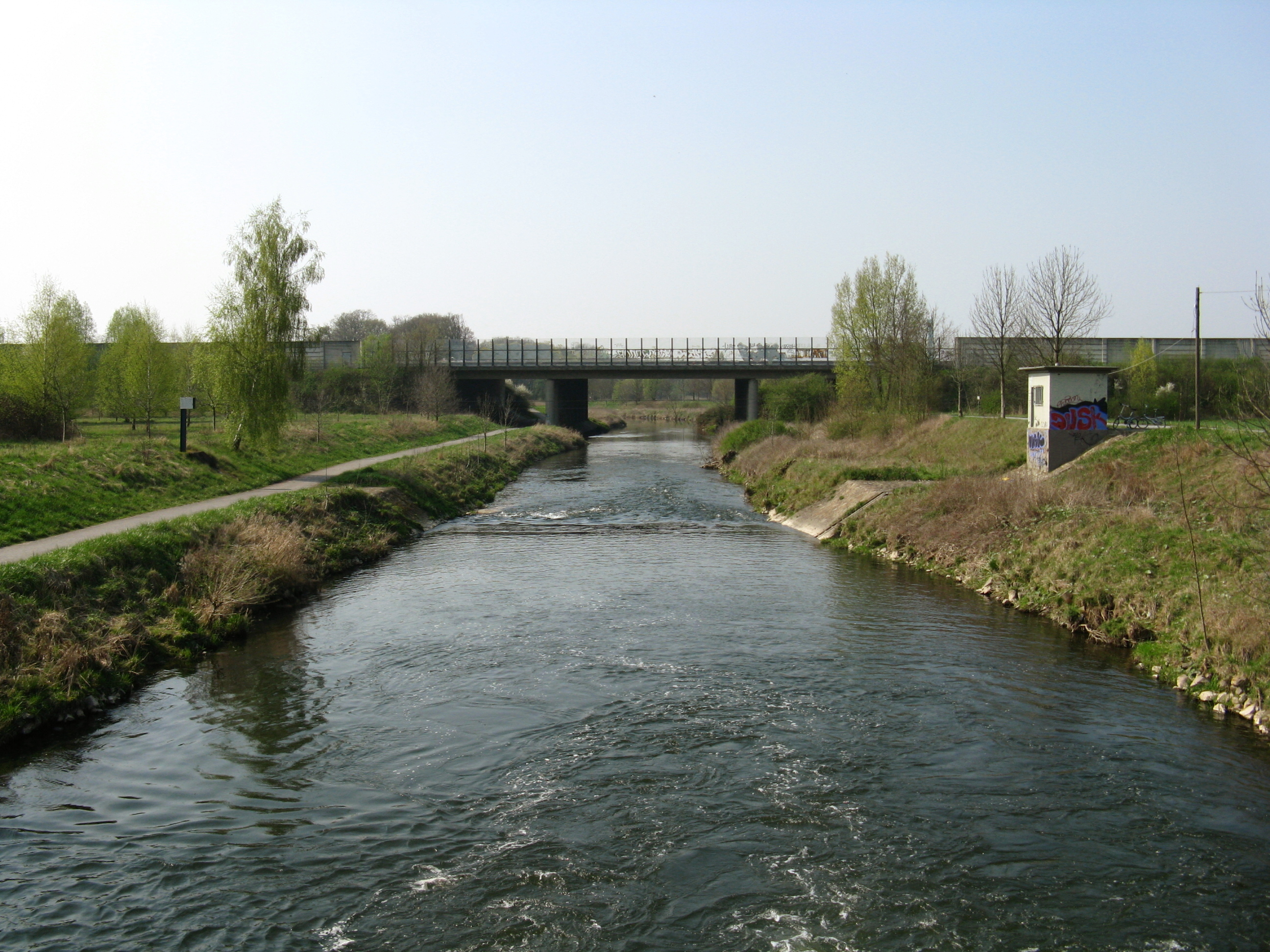
Blick flussabwärts auf die begradigte Werre bei Ahmsen. Außerdem zu sehen der Pegel Ahmsen und die Querung der Bundesautobahn 2.

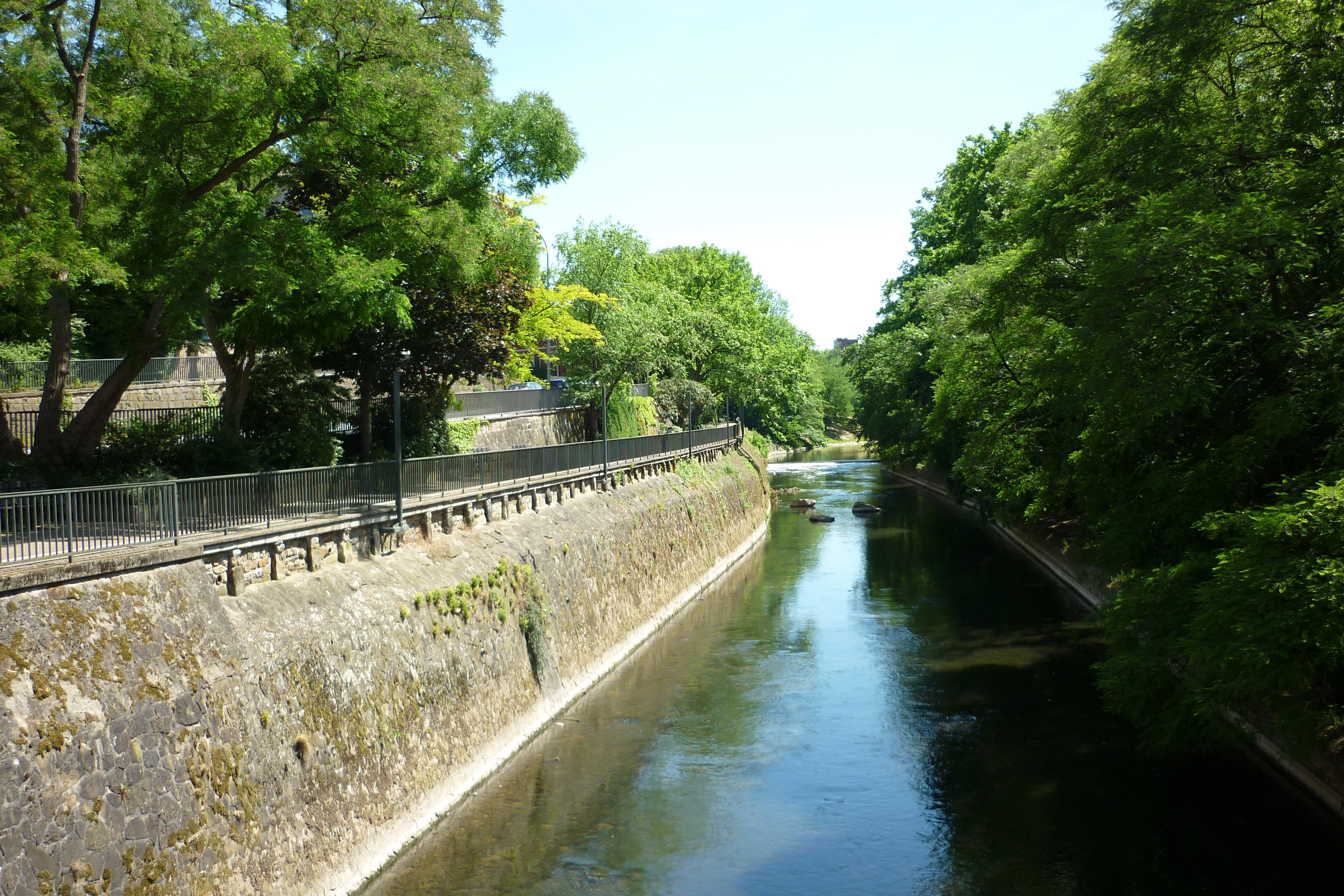
Werreufer in Herford (Lübbertor, ehemals Trasse der Herforder Kleinbahn)

Ursprünglich mäandrierte die Werre zwischen Salzuflen und Herford sehr stark. Die Werre war zu der Zeit rund 100 km lang, also etwa 30 Kilometer länger als heute. Die Gründe für die starke Mäanderbildung waren das niedrige Sohlgefälle der Werre in diesem Abschnitt und die damit einhergehende geringe Fließgeschwindigkeit sowie der hohe Sandgehalt, der hauptsächlich aus den Sandeinträgen der Bega resultierte. Der mitgeführte Sand sedimentiert in Niedrigwasserphasen, wodurch das Flussbett höher wird. Dies führt dazu, dass der Fluss bei erhöhtem Wasserstand schneller ausufert und Überflutungen häufig sind. Deshalb kam es nach stärkeren Regenfällen häufig zu Hochwassern, die die gesamte landwirtschaftlich genutzte Talaue der Werre unter Wasser setzten, sodass der Gewässerabschnitt zwischen Salzuflen und Herford einer Seenlandschaft glich. Die immer wieder auftretenden Hochwasser verursachten große Schäden bei den Werre-Anrainern.
Ab 1770 überlegte man, wie die Situation verbessert werden könnte und gründete 1772 die sogenannte Werre-Kommission. Diese sollte einen endgültigen Plan mit längerfristiger Wirkung ausarbeiten, da Aushebungen des Flussbettes in den Jahren 1716, 1737 und 1755 nur kurzfristig Erfolge brachten. Der von der Werre-Kommission erarbeitete Plan sah die Durchstechung alle Mäander vor, sodass ein langer geradliniger Kanal entstehen sollte. Bereits wenige Wochen später wurde die Baugenehmigung erteilt und im Sommer desselben Jahres mit den Bauarbeiten begonnen, die die Werreaue in eine Großbaustelle verwandelten. Die Ausbaumaßnahme wurde in drei Abschnitten vollzogen: Die Bega wurde zwischen Lindemannsheide östlich von Salzuflen und der Mündung in die Werre kanalisiert. Daraufhin wurde die Werre zwischen Heerse und dem heute westlich von Schötmar liegenden Knonhof begradigt. Dadurch entstand der 1,7 Kilometer lange Werre-Kanal. Das Wasser des Bega-Kanals wurde kurz vor Schötmar in das alte Flussbett der Werre geleitet, das auf den neuen Werrekanal in der Nähe der heutigen Bega-Mündung trifft. Im dritten Abschnitt wurden die Mäander bis zur damaligen lippischen Landesgrenze bei Ahmsen durchstochen, sodass ein insgesamt 4 Kilometer langer Kanal entstand, der den Namen Lippischer Canal erhielt. Durch die Korrekturmaßnahmen wurde der Verlauf der Werre zwischen Schötmar und der Grenze zum Kreis Herford von 12 auf 6,8 Kilometer verkürzt. Die Herforder Werreanlieger berieten 1774 über eine Fortführung des Kanals bis an das Berger Tor südöstlich des Stadtkerns Herfords, entschieden sich aber zunächst einstimmig gegen diese Option, da das Vorhaben enorme Kosten verursacht hätte, die sie nicht bereit waren, zu tragen. 1783 änderte sich nach einem weiteren starken Hochwasser unterhalb des Endes des Lippischen Canals die Meinung. Am 9. Mai 1786 erteilte die Kriegs- und Domänenkammer Herford die Bauerlaubnis, die verbliebenen Mäander zwischen der Grenze und dem Berger Tor zu durchstechen. Noch im selben Monat wurde mit den Bauarbeiten an der Grenze begonnen, die nach einem Monat abgeschlossen waren. Durch die Begradigungsmaßnahmen erhielt die Werre ein breites trapezförmiges Profil und wird rechtsseitig von einem Erdwall begleitet. In Herford gleicht die Werre oberhalb des Wehres Berger Tor einem Kanal.
Die Werre unterhalb des Berger Tores wurde, durch die Entwicklung der Stadt Herford maßgeblich beeinflusst, mehrfach verlegt und ausgebaut. Im 13. Jahrhundert wurde das Gewässer bei der Gründung der Neustadt hinter die Stadtmauer verlegt und um die Stadt herumgeleitet. Dies sollte den Einwohnern der Neustadt als Verteidigungseinrichtung dienen. Der ehemalige Verlauf der Werre, die Bowerre, wurde im Jahr 1972 zugeschüttet.

## Nutzgewässer und Wirtschaftsfaktor
Schon früh wurde die Werre vielfältig genutzt. Die entscheidende Rolle spielt dabei das Mühlengewerbe, das sich die Wasserkraft der Werre, die der Fluss mit seiner recht hohen Wasserführung und Strömungsgeschwindigkeit bereitstellt, zu Nutze machte.
Bereits im 12. Jahrhundert wurden einige Wassermühlen samt Stauwerken entlang der Werre und ihren zahlreichen Zuflüssen errichtet, die sich die Wasserkraft selbiger zu Nutze machten. Insgesamt entstanden vier große Wassermühlen an der Oberen Werre und eine an der Unteren Werre sowie ein Wasserkraftwerk.

### Mühlengewerbe

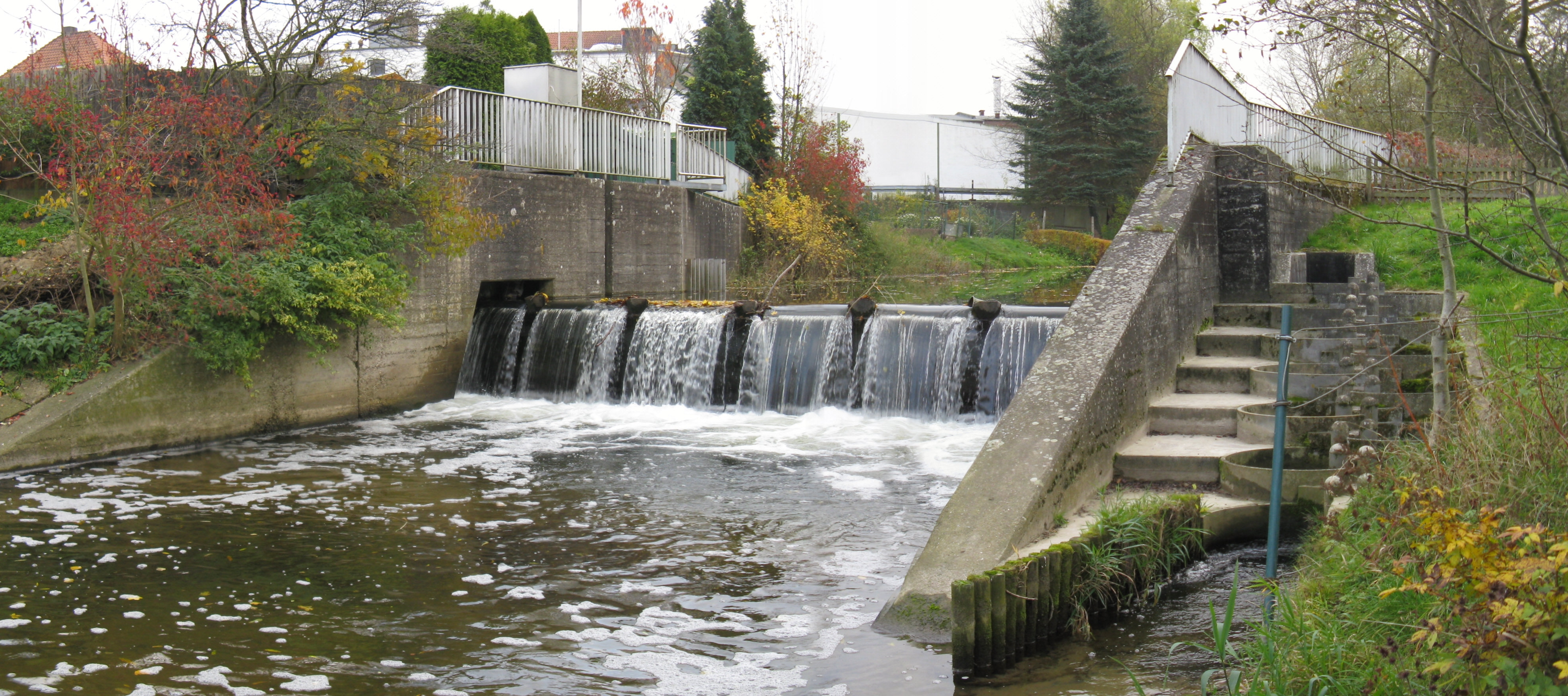
Das Wehr in Lage

Eine Mühle in Lage, die erstmals im Jahre 1370 erwähnt wurde, ist noch in Betrieb. Dort wird die Werre mittels zweier Wehre gestaut und in drei Arme geteilt. Ursprünglich befand sich dort eine Flussinsel. Der erste Arm ist der Hauptarm des ursprünglichen Flussbettes hinter dem großen Wehr und ist nur bei Hochwasser wasserführend. Ein Kanal zweigt den Großteil des Wassers ab und leitet es durch die Mühle, bevor es wieder in das eigentliche Flussbett eintritt. Das kleine Wehr regelt den Abfluss in den Mühlengraben, der als Hochwasserentlastung dient und nach 250 Metern wieder in die Werre fließt. Auf dem Gelände befindet sich ein Betrieb der Tierfuttermittelfirma Altromin.
Die älteste Werremühle war die Heerser Mühle bei Bad Salzuflen, die bereits im Jahre 1358 erwähnt wurde, eine Kornmühle, die bis zur Zerstörung durch einen Brand im Jahre 1925 in Betrieb war. Im Jahr 1927 wurde mit den Vorarbeiten zum Bau eines Wasserkraftwerkes begonnen, das im Februar teilweise und im April des Jahres 1928 vollständig den Betrieb aufnahm. Bereits in den ersten Monaten des Betriebs erwies sich das Kraftwerk als rentabel. Die Werre wurde mittels eines Wehres gestaut, sodass ein Höhenunterschied von 3,90 m entstand. Eine Wassermenge von 2000 Litern pro Sekunde trieb zwei Francis-Turbinen an, die zwei Drehstrom-Synchron-Generatoren in Gang setzten. Die Anlage war bis in die 1970er-Jahre in Betrieb, wurde dann aber wegen Unwirtschaftlichkeit abgeschaltet und demontiert. Auf dem Gelände befindet sich jetzt das Umweltzentrum Heerser Mühle.
Die Wehranlage wurde abgerissen und die zugehörige Sohlschwelle abgetragen, um die Durchgängigkeit für Fische und Kleinlebewesen wiederherzustellen.
An der Oberen Werre befinden sich zwei weitere Mühlen. Die Düvelsmühle südwestlich des Lagenser Stadtteils Waddenhausen ist schon lange außer Betrieb und beherbergt eine Spielhalle. Im Bad Salzufler Stadtteil Wülfer befand sich die ehemalige Wülfer Mühle samt zugehörigem Mühlenwehr, das verfallen war und eingeebnet wurde. Der entstandene Sohlabsturz wurde durch eine raue Sohlgleite ersetzt und das Ufer mit Steinen befestigt.
An der Unteren Werre wurde südlich von Löhne mit dem Wehr Kissler die Oberbehmer Mühle errichtet. Nachdem der Betrieb eingestellt worden war, wurden die Gebäude in ein Hotel umgebaut.

### Energieerzeugung

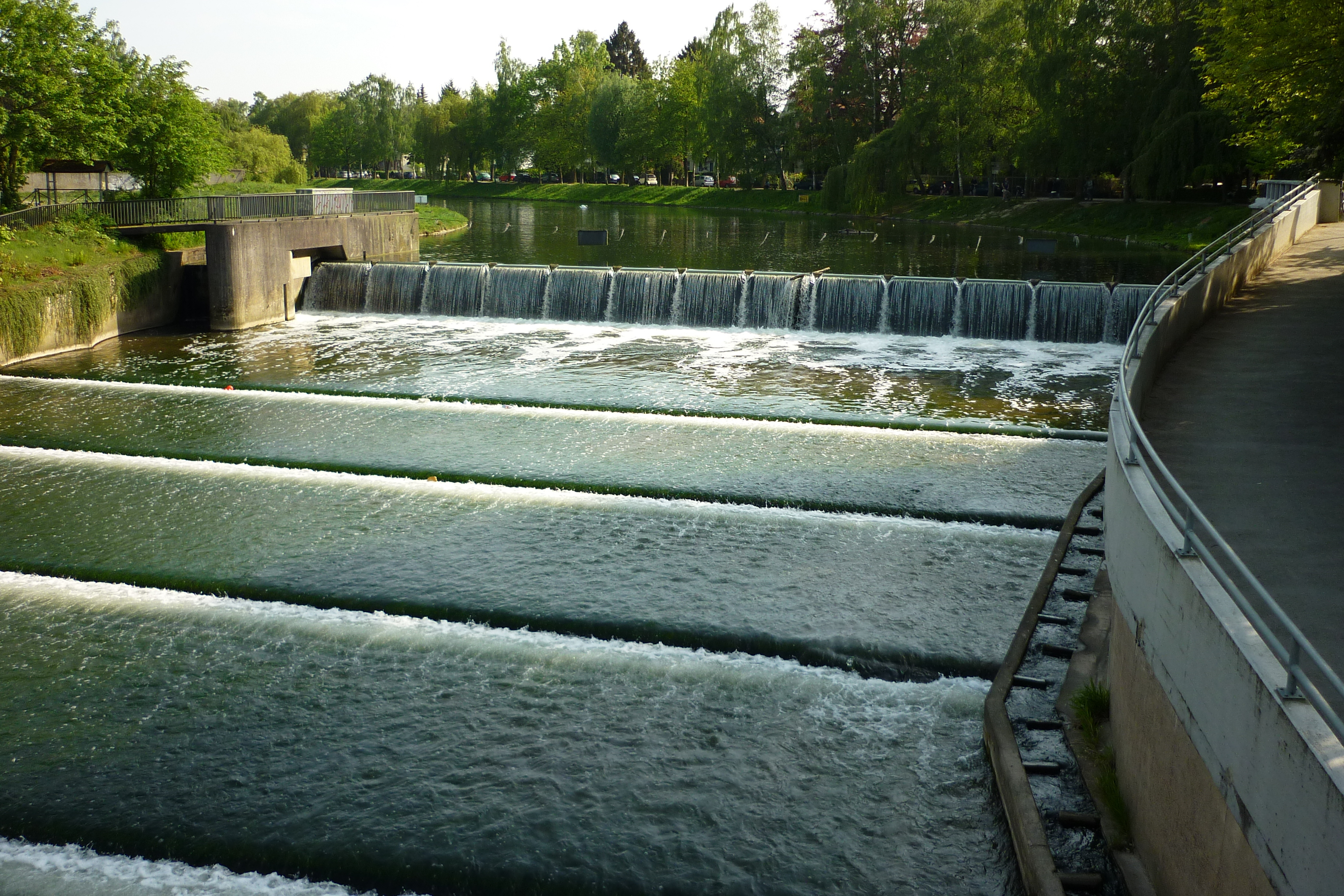
Werre-Wehr in Herford am Bergertor

In Bad Oeynhausen wird die Werre seit dem Jahr 1753 durch das Sielwehr gestaut und ein Teil des Wassers in den oberhalb des Wehres abzweigenden und durch den Sielpark fließenden Kokturkanal geleitet. Das Wasser wurde zur Erzeugung von Energie zunächst zur Gewinnung von Salz aus Sole genutzt. Nachdem die Salzgewinnung eingestellt worden war, diente das Kraftwerk als Versorgungseinrichtung für den Kurbetrieb in Bad Oeynhausen.
Ein anderes Wasserkraftwerk sollte am Bergertor in Herford entstehen. Um die Turbine installieren zu können, sollte die bestehende Wehranlage umgebaut werden. Das Projekt wurde von den Stadtwerken Herford Mitte 2010 aus Kostengründen eingestellt.

### Holztransport

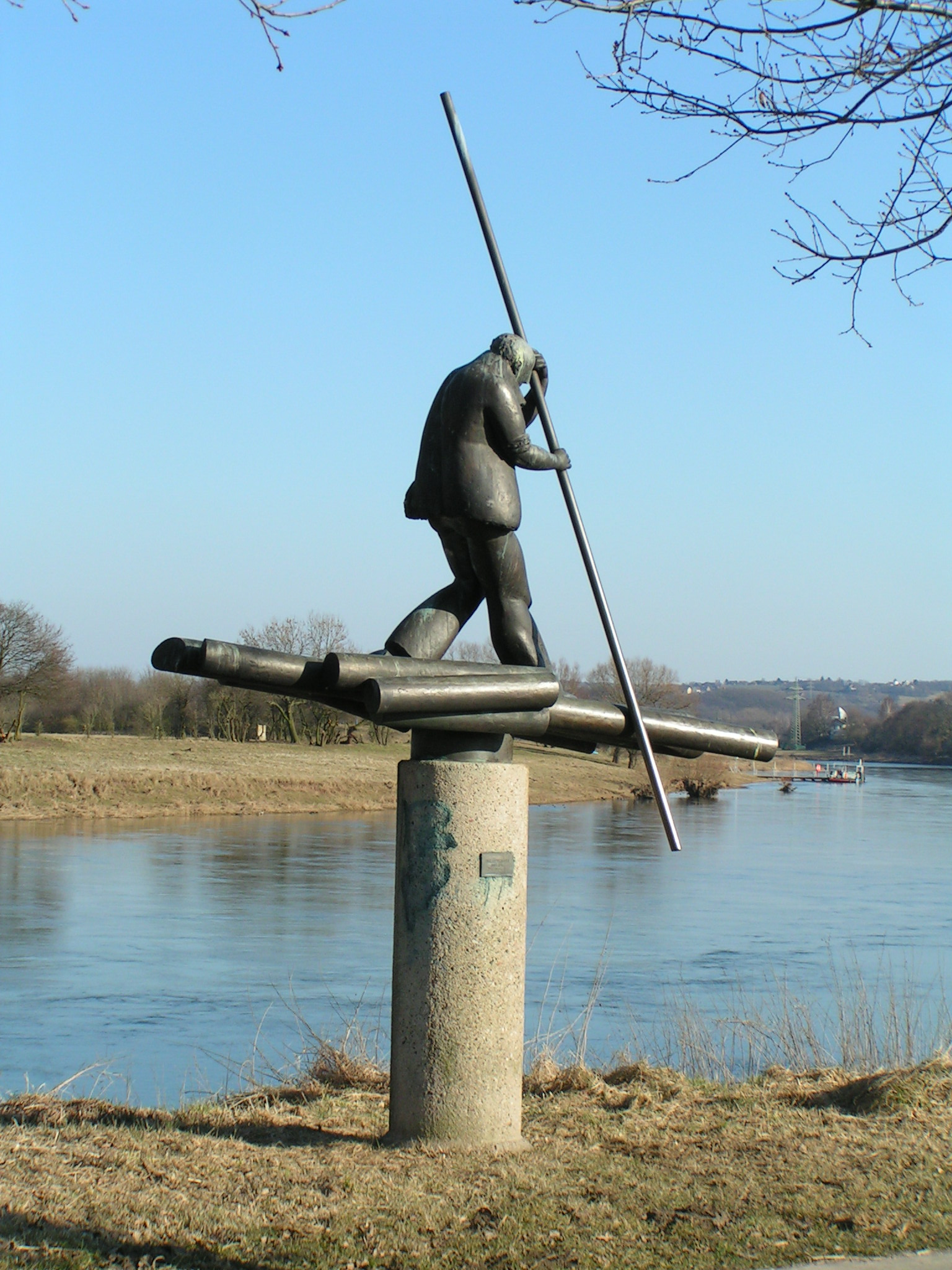
Flößerdenkmal an der Werremündung in Bad Oeynhausen

Die Werre wurde vor allem im 18. und 19. Jahrhundert als Wassertransportweg für Holz aus geschlagenen Bäumen aus dem Lipper Bergland genutzt. Sie wurden gefällt in den Fluss gerollt und zu Flößen zusammengebunden zu Tal geschifft. Das Flößerdenkmal an der Werremündung in Bad Oeynhausen erinnert an diesen Gewerbezweig, auch wenn die Flößerei auf der Weser und ihren Oberläufen wesentlich stärker vertreten war.

### Wiesenflößerei
Eine andere Nutzung der Werre war die Wiesenflößerei, eine Methode zur Düngung und Bewässerung der landwirtschaftlichen Flächen entlang der Werre. Dazu wurde der Fluss über einen kurzen Zeitraum aufgestaut, sodass die Wiesen entlang des Flusses überspült wurden. Ziel dieser Methode war eine Steigerung des landwirtschaftlichen Ertrages. Diese Methode wurde in Lippe und an der Werre hauptsächlich in der zweiten Hälfte des 18. Jahrhunderts angewandt und wurde erst in den 1930er-Jahren mit dem Aufkommen des Kunstdüngers eingestellt.

### Fischerei
Die fischreiche Werre wurde immer auch gewerbsmäßig befischt. Zu Beginn des 20. Jahrhunderts gab es in der Werre Forelle, Hecht und Lachse, die durch Berufsfischer gefangen wurden und regional aber auch auf dem Fischmarkt in Minden verkauft wurden.

## Natur

### Schutzgebiete

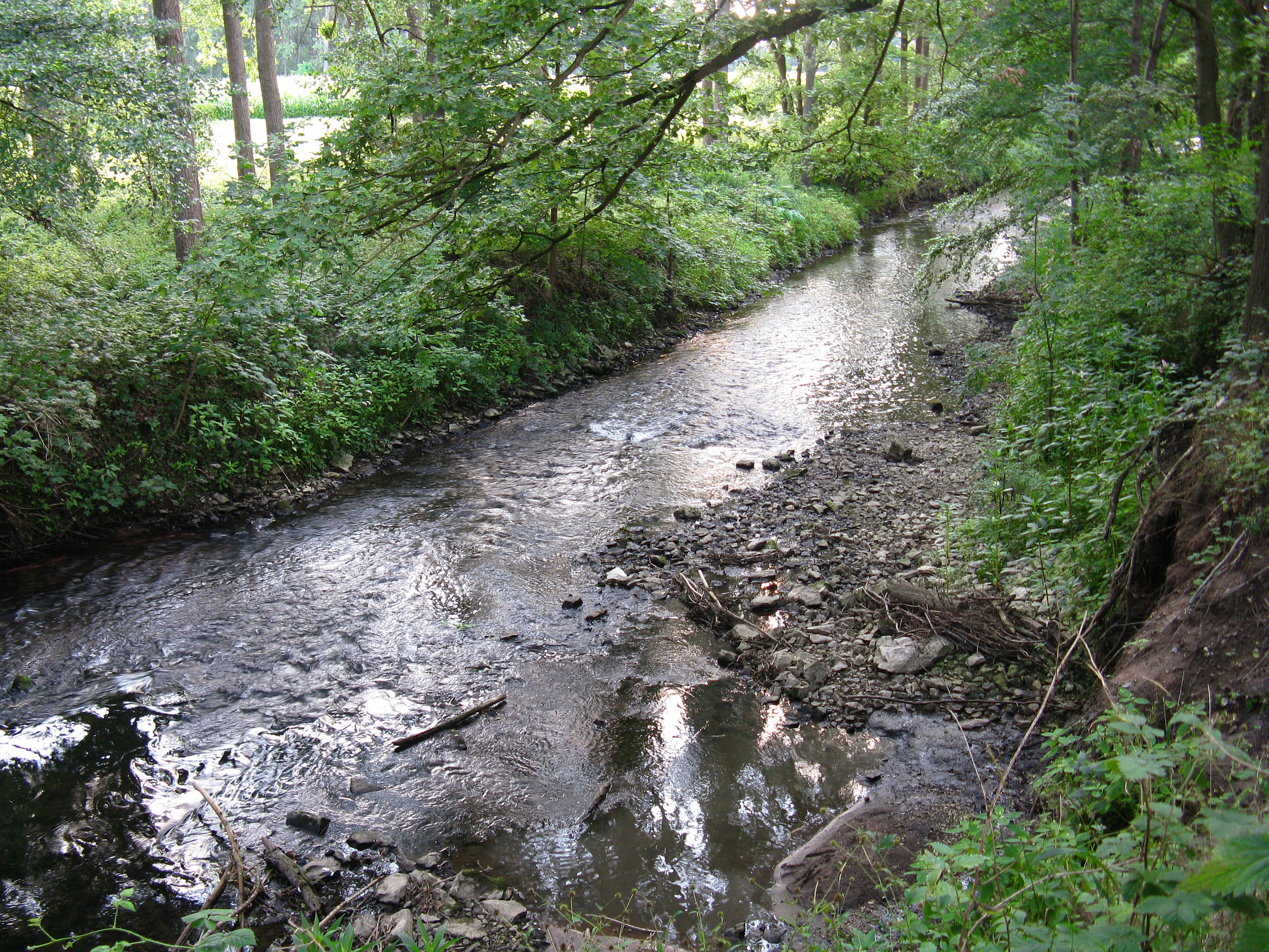
Die Werre im Naturschutzgebiet Holzhauser Bruch

Die Werre ist in ihrem Verlauf Teil mehrerer Naturschutzgebiete. Samt ihrer Niederung ist sie Bestandteil des 56 Hektar großen Naturschutzgebietes Werreniederung und Haferbachtal. Außerdem durchfließt die Werre auf dem Gebiet der Stadt Bad Salzuflen das Holzhauser Bruch, ein 40 Hektar großes Naturschutzgebiet, das einen Abschnitt der Flussaue mit Gehölzsäumen, Waldbereichen und Grünland umfasst. An dieses Naturschutzgebiet schließt sich unmittelbar nordwestlich das 25,6 Hektar große Naturschutzgebiet Heipker See an. Auf Bad Salzufler Gebiet gibt es noch das Naturschutzgebiet In der Masch, ein 23,30 Hektar großer Grünlandkomplex im Auenbereich der Werre. Das Naturschutzgebiet Bramschebach-Nagelsbachtal in Herford umfasst auf 105 Hektar ein weit verzweigtes und ausgedehntes Sieksystem.
Auch mehrere Landschaftsschutzgebiete wie das Landschaftsschutzgebiet Werreniederung und das Landschaftsschutzgebiet Werretal liegen am Fluss.

### Fauna

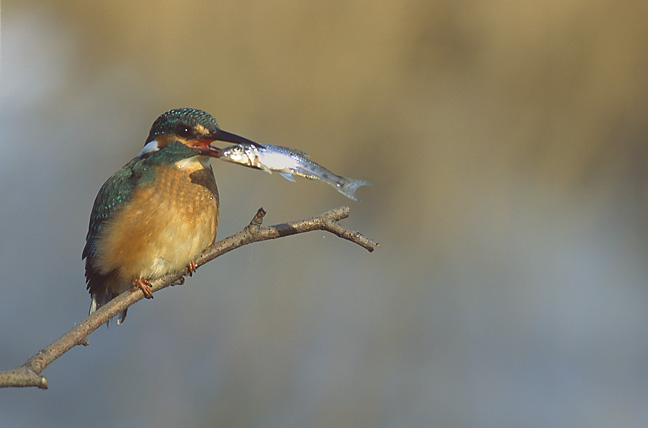
Eisvogel (Alcedo atthis) mit einem erbeuteten Gründling

Der Oberlauf der Werre, der Gewässerabschnitt zwischen der Quelle und der Mündung des Rethlager Baches, wird zu den Fischgewässertypen Oberer Forellentyp Mittelgebirge groß und Unterer Forellentyp Mittelgebirge groß gezählt. In diesem Abschnitt leben vorwiegend Fische, die strömungsreiche Abschnitte bevorzugen (rheophil). Leitfisch ist die Bachforelle. Wichtigste Begleitarten sind Bachneunaugen und Koppen.
Der weitere Verlauf der Werre gehört zum Äschentyp Mittelgebirge. Dort ist die Äsche der Leitfisch. Alle für diese Fließgewässerregion typischen Begleitarten kommen vor, namentlich Elritze, Schmerle, Döbel, Nase und Gründling. Außerdem sind weitere Fischarten, die zur Barben- und Brassenregion zählen, in der Werre heimisch: Hechte, Rotaugen, Rotfedern, Aale, Flussbarsche, Groppen, Stichlinge, Barben, Steinbeißer, Schlammpeitzger und Moderlieschen.
Dabei erhält der Steinbeißer eine besondere Aufmerksamkeit, denn im Else- und Werreflusssystem kommt er in individuenreichen Vorkommen vor. Dies führt dazu, dass das Flusssystem in der Natura-2000-Klassifizierung mit dem vorrangigen Ziel für die Erhaltung und Optimierung der Lebensraumqualität geführt wird.
An der Werre lässt sich der seltene Eisvogel beobachten, der zu den stark gefährdeten Arten gehört.
Durch die Eingriffe in die Flusssysteme wie die Abflachung der Steilufer, in der der Eisvogel seine Bruthöhlen baut, wurde sein Lebensraum stark verkleinert und die Art immer stärker gefährdet. Auch die Verschmutzung der Werre ließ die Zahl der Eisvögel drastisch zurückgehen, da das belastete Wasser Fischarten wie Forellen, Elritzen und Stichlinge keinen Lebensraum bot.
Neben dem Eisvogel sind viele weitere Vogelarten wie die Wasseramsel, eine ebenfalls gefährdete Vogelart, und die Gebirgsstelze an der Werre anzutreffen.
Außerdem sind Wasserrallen, verschiedene Entenvögel, darunter vor allem die Stockente, Graureiher, die am Flussufer bewegungslos verharren und Fische und Frösche erbeuten sowie Blässhühner zu beobachten. Die Wasserfledermaus ist an der Werre heimisch. Daneben gibt es eine Vielzahl weiterer, zum Teil bedrohter Tierarten in und an der Werre.

## Hochwasser

### Geschichte

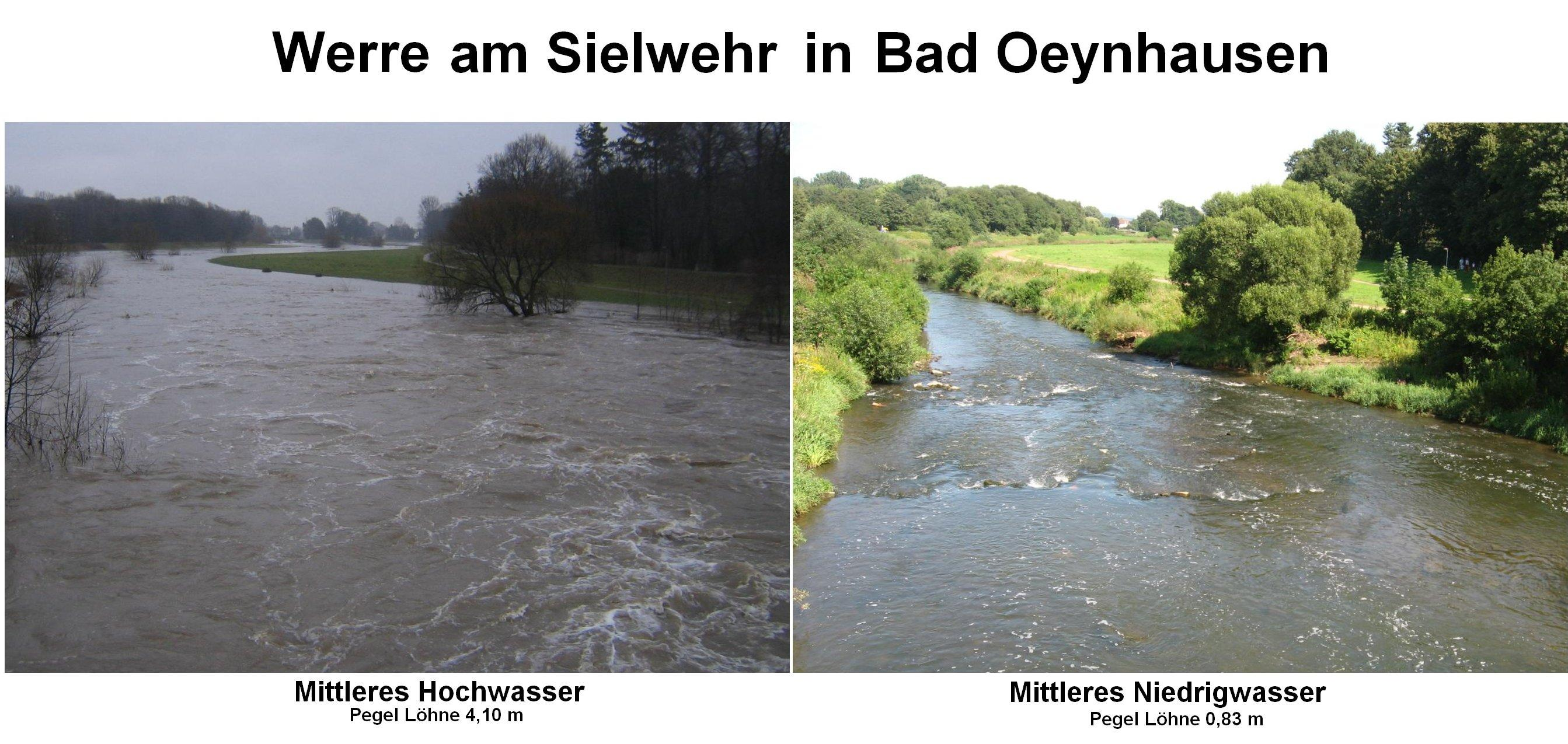
Werre in Bad Oeynhausen

Über die Hochwassergeschichte an der Werre gibt es wenig Zeugnisse. Am Pegel Hansastraße in Herford sind Hochwassermarken aus rund 100 Jahren vorhanden.
Das schwerste Hochwasser an der Werre ereignete sich im Aufzeichnungszeitraum im Jahre 1946, als der Pegel an der Hansastraße in Herford 5,69 Meter maß. Siehe hierzu auch Februarhochwasser 1946 in Herford. Es war ein überregionales Hochwasser mit katastrophalen Erscheinungen an der Weser, der Lippe, der Ems und der IJssel. Verursacht wurde es durch hohe Niederschläge in Verbindung mit Frost.
Weitere starke Hochwasser ereigneten sich in den Jahren 1909, 1925, 1960 und 1970 und 1986 (4,10 m Pegel Herford, 335 m³/s am Pegel Löhne).
Am 27./28. Oktober 1998 richtete ein Hochwasser, das vor allem den Bereich der Oberen Werre betraf und durch starke Niederschläge von 40 bis 50 Millimetern pro Tag nach außergewöhnlichen Vorregen verursacht wurde, enorme Schäden in Detmold, Lage und den kleineren Ortschaften an. Teile des Industriegebiets West in Detmold wurden überflutet und einige der dort ansässigen Firmen hatten aufgrund massiver Überflutungen hohe Schäden zu verzeichnen. Außerdem drohte der Deich des Meschesees zwischen Detmold und Lage, der von der Werre umflossen wird, zu brechen. 160.000 Kubikmeter Wasser aus der Werre ergossen sich am Nordostufer in den See und bewirkten einen starken Anstieg des Seespiegels. Ein Brechen des Dammes am gegenüberliegenden Ufer hätte eine starke Flutwelle verursacht und zur verheerendsten Überflutung in Lage nach dem Hochwasser 1946 geführt. Das Brechen des Mescheseedammes konnte dank des Einsatzes von 160 THW-Angehörigen knapp verhindert werden und Lage blieb verschont.

### Hochwasserschutz
Der Werre-Wasserverband mit Sitz in Herford ist für den überörtlichen Hochwasserschutz im Einzugsgebiet der Werre zuständig. Er wurde 1976 von den Kreisen Minden-Lübbecke, Lippe, Gütersloh, Herford und der Stadt Bielefeld gegründet und betreibt aktuell drei Hochwasserrückhaltebecken (HRB) im Einzugsgebiet der Werre. Zusammen verfügen sie über einen Rückhalteraum von etwa 5,5 Mio. m³.
Direkt an der Werre befindet sich das Hochwasserrückhaltebecken Löhne mit einem Einzugsgebiet von 1.335 km². Das Rückhaltevolumen beträgt 2,5 Mio. m³ (spezifischer Rückhalteraum 1.873 m³/km²). Die Einstaufläche bei Vollstau ist 135 ha groß. Die Regel- oder Basisabgabe beträgt 380 m³/s. Das Stauziel liegt bei 55,70 mNHN.
Das Hochwasserrückhaltebecken Bega befindet sich am gleichnamigen Nebenfluss oberhalb von Bad Salzuflen im Bereich der Ostwestfalenstraße.
Das Hochwasserrückhaltebecken Bustedt liegt am Brandbach in Hiddenhausen im Bereich der Anschlussstelle 28 der BAB 30.
Zwei weitere Hochwasserrückhaltebecken sowie ein Polder sind in Planung. Das Hochwasserrückhaltebecken Wiembecke entsteht oberhalb von Detmold, das Hochwasserrückhaltebecken Werre südlich von Bad Salzuflen und der Polder Bünde oberhalb von Bünde im Else-Bruch.
Neben den Hochwasserrückhaltebecken spielen Retentionsräume beim Hochwasserschutz eine bedeutende Rolle.
Retentionsräume sind Flächen in der Flussaue, die seitlich des Flusses liegen. Auf diesen Flächen kann sich bei Hochwasser das Wasser ausbreiten und ansammeln. Dadurch wird der Hochwasserabfluss des Flusses reduziert und der Wasserstand verringert.
Zusätzlich zu den Überschwemmungsflächen der Kommunen und Gemeinden entlang der Werre sind zwei große Retentionsräume geplant. Diese erstrecken sich entlang der Werre bei Ahmsen zwischen Bad Salzuflen und Herford und zwischen Löhne und Bad Oeynhausen von der Querung der Bundesautobahn 30 östlich von Löhne und dem Sielwehr in Bad Oeynhausen.
Auch Seeretention ist möglich, bei der Seen als Retentionsräume dienen. Der Werre-Wasserverband plant zwei Seeretentionsräume zwischen Detmold und Lage sowie zwischen Lage und Holzhausen. Diese Seen entstanden durch den Kiesabbau im Werretal.
Darüber hinaus bestehen im Einzugsgebiet Überschwemmungsgebiete auf bei den Städten Blomberg, Detmold, Lage und Lemgo.
Der Werre-Wasserverband betreibt darüber hinaus 20 Pegel und stellt die Wasserstandsdaten online zur Verfügung. Aktuelle Hochwasserwarnungen und Wasserstandsdaten finden sich zusätzlich auf der Website des Landesamtes für Natur-, Umwelt- und Verbraucherschutz Nordrhein-Westfalen (LANUV NRW). Es betreibt insgesamt 10 Pegel im Einzugsgebiet der Werre.

### Hochwasserverhalten
Das Niederschlags-Abflussverhalten der Werre ist von den überwiegend bindigen Böden des Einzugsgebietes und dem lebhaften Relief geprägt. Die Abflusskonzentration erfolgt rasch und ist von der Vorbodenfeuchte abhängig. Je höher die Vorbodenfeuchte ist, desto größere Anteile des Niederschlages kommen zum Abfluss und füllen die Täler bis in die Bebauung hinein. Aufgrund der verhältnismäßig hohen Größe des Einzugsgebietes steigt die Werre nur bei flächendeckend langanhaltenden Starkniederschlägen außergewöhnlich an. Die Überlagerung der Hochwasserwellen der Else, der Aa, der Bega und der Oberen Werre läuft nicht immer nach dem gleichen Prinzip ab. Das Ziehen der Regenfronten, die die Belastungen bei jedem Ereignis verschieden ausfallen lassen, kann im Verlauf der Werre ungünstige aber auch günstige, zeitversetzte Scheitelüberlagerungen auftreten lassen.

## Sehenswürdigkeiten und Bauwerke
Die Werre durchfließt die Städte Detmold, Bad Salzuflen, Herford, Löhne und Bad Oeynhausen. An der Mündung der Werre, dem „Werre-Weser-Kuss“, befindet sich die Werre-Weser-Kuss-Brücke. In Bad Oeynhausen wurde 1998 direkt an der Werre auf dem Gelände der aufgelassenen Weserhütte ein großes Einkaufszentrum, der Werre-Park, errichtet.

## Tourismus

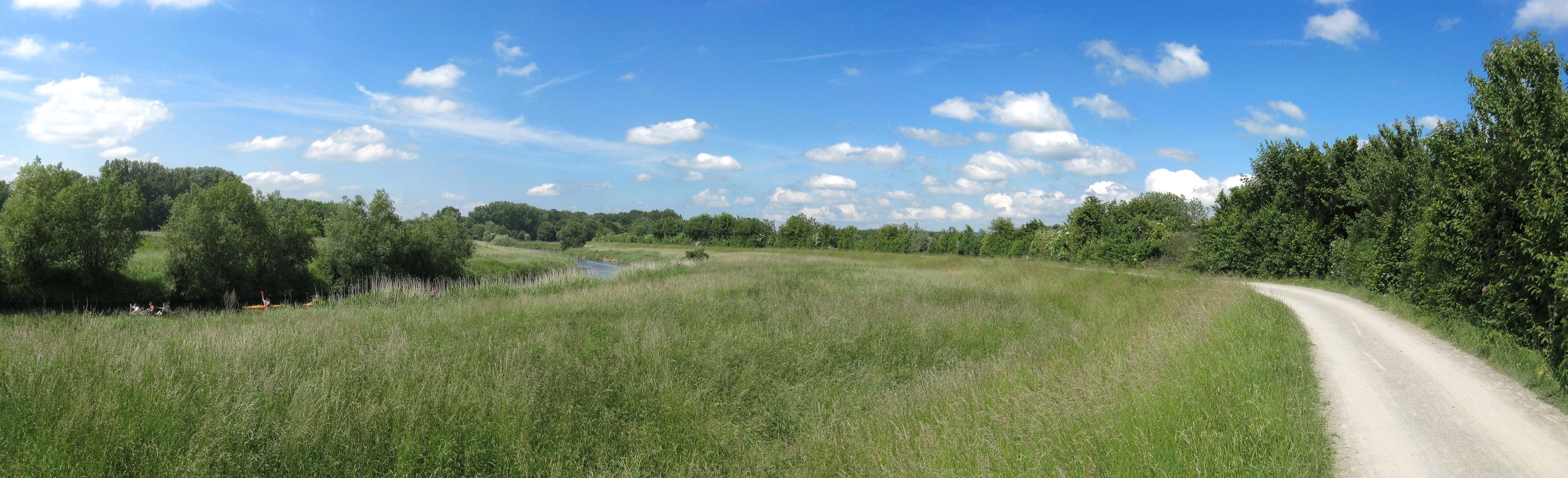
Der Else-Werre-Radweg zwischen Löhne und Bad Oeynhausen

Bei guten Wasserständen kann die Werre ab Detmold oder von Lage aus von Kanusportlern genutzt werden, wobei die Fahrten aus Naturschutzgründen reglementiert sind und angemeldet werden müssen.
Anliegende Kanusportvereine sind der Herforder Kanu Klub e. V. (mit Slalomstrecke und Campingplatz), der Kanu-Club Löhne e. V. und der Kanu-Verein Bad Oeynhausen e. V.
Zwischen Löhne und Bad Oeynhausen führt der Else-Werre-Radweg entlang der Werre.
Der 71 km lange Werreradweg führt von der Werrequelle bei Bad Meinberg bis zur Mündung des Flusses in die Weser bei Bad Oeynhausen an der Werre entlang.